# Austrian International 2018
Die Austrian International 2018 (auch Austrian Open 2018) fanden vom 21. bis zum 24. Februar 2018 in Wien statt. Es war die 47. Austragung dieser offenen internationalen Meisterschaften von Österreich im Badminton.

## Sieger und Platzierte
| Disziplin    | Gold                         | Silber                            | Bronze                                                  |
| ------------ | ---------------------------- | --------------------------------- | ------------------------------------------------------- |
| Herreneinzel | Kashyap Parupalli            | Cheam June Wei                    | Leong Jun Hao                                           |
| Herreneinzel | Kashyap Parupalli            | Cheam June Wei                    | Raul Must                                               |
| Dameneinzel  | Anna Thea Madsen             | Pattarasuda Chaiwan               | Chananchida Jucharoen                                   |
| Dameneinzel  | Anna Thea Madsen             | Pattarasuda Chaiwan               | Neslihan Yiğit                                          |
| Herrendoppel | Lu Chen Ye Hong-wei          | Oliver Leydon-Davis Lasse Mølhede | Alexander Dunn Adam Hall                                |
| Herrendoppel | Lu Chen Ye Hong-wei          | Oliver Leydon-Davis Lasse Mølhede | Ghifari Anandaffa Prihardika Ferdian Mahardika Ranialdy |
| Damendoppel  | Chisato Hoshi Kie Nakanishi  | Sayaka Hobara Natsuki Sone        | Alexandra Bøje Sara Lundgaard                           |
| Damendoppel  | Chisato Hoshi Kie Nakanishi  | Sayaka Hobara Natsuki Sone        | Kristin Kuuba Helina Rüütel                             |
| Mixed        | Evgeny Dremin Evgenia Dimova | Lasse Mølhede Sara Lundgaard      | Đỗ Tuấn Đức Phạm Như Thảo                               |
| Mixed        | Evgeny Dremin Evgenia Dimova | Lasse Mølhede Sara Lundgaard      | Gregory Mairs Jenny Moore                               |